# Хімічно пекулярні зорі
 Хімі́чно пекуля́рні зо́рі  (також CP-зорі, від англ. chemically, дос. «хімічно» і англ. peculiar, дос. «незвичайний, особливий») — зорі головної послідовності спектральних класів від B0 до F0, у поверхневих шарах яких спостерігають аномальний вміст таких хімічних елементів, як кальцій, кремній, хром, манган, стронцій, ртуть, європій.

## Класифікація
Історично термін «хімічно пекулярні зорі» стосується гарячих зір головної послідовності. Джордж Престон поділив їх на чотири класи на основі аналізу спектрів:
- Металічні зорі (Am-зорі, CP1) — зорі з інтенсивними спектральними лініями металів;
- Магнітні зорі (Ap-зорі, СР2) — зорі з потужними магнітним полями;
- Ртутно-марганцеві зорі (HgMn, СР3);
- Бідні гелієм зорі (He-weak, CP4).

Назви класів дають загальне уявлення про те, які фізичні особливості відрізняють їх один від одного.
Пізніші дослідники включають у клас CP4 також збагачені гелієм зорі
і зорі, що мають аномалії ізотопного складу гелію,
чи взагалі не виділяють цього класу окремо.
Існують також класи холодних хімічно пекулярних зір, тобто зір спектрального класу G або пізніших, але такі зорі здебільшого не належать до головної послідовності. Найчастіше їх класифікують за назвою класу та/або за фізичними властивостями. Фраза «хімічно пекулярні зорі» без додаткового уточнення зазвичай означає, що зоря належить до гарячих зір головної послідовності. Багато холодних хімічно пекулярних зір мають аномалії вмісту, які є результатом перенесення ядерних продуктів горіння з надр зорі на її поверхню. До них належить більшість вуглецевих зір і зір S-типу. Інші є результатом масообміну в подвійній зоряній системі. До них належать барієві зорі та деякі зорі S-типу.

## Пекулярний вміст хімічних елементів
- Am-зорі (CP1) показують слабкі лінії одноразово іонізованого кальцію або скандію, але сильніші лінії важких металів. Крім того, вони, як правило, повільно обертаються і їх ефективні температури становлять від 7 000 K до 10 000 К.
- Ар-зорі (СР2) характеризуються потужними магнітними полями, а також підвищеним вмістом таких елементів, як Si, Cr, Sr і Eu. Вони також повільно обертаються. Їх ефективна температура становить від 8 000 K і 15 000 K. Хоча питання про розрахунок ефективної температури таких зір ускладнюється особливостями будови їх атмосфери.
- Ртутно-марганцеві зорі (СР3), також належать до категорії Ар-зір, але не показують потужних магнітних полів, пов'язаних з класичними Ар-зорями. Як видно з назви, ці зорі мають надлишок одноразово іонізованих Hg і Mn. Вони також дуже повільно обертаються, навіть за мірками СР-зір. Діапазон температур для цих зір лежить у межах від 10 000 К до 15 000 К.
- Бідні гелієм зорі (CP4) — це зорі спектральних підкласів B5-B8 з ослабленими для цього підкласу лініями гелію. Пекулярність в цьому випадку пояснюється дією дифузії хімічних елементів з врахуванням зоряного вітру.

## Причини пекулярності
Як правило, вважається, що їх пекулярність пояснюється своєрідною будовою їх зоряної атмосфери, яку можна пояснити наявністю певних процесів у цих гарячих зорях головної послідовності. До них належать дифузія речовини та/або наявність потужного магнітного поля в зовнішніх шарах цих зір. Внаслідок цих процесів деякі елементи, зокрема, He, N і O, «тонуть» у нижніх шарах атмосфери зорі, у той час як інші елементи, такі як Mn, Sr, Y, Zr «спливають» у верхні шари, внаслідок чого спостерігаються аномалії вмісту (у порівнянні з хімічним складом атмосфери Сонця) для зазначених хімічних елементів та їх іонів. Передбачається, що внутрішні шари цих зір є однорідними за хімічним складом внаслідок перемішування речовини (наявність ковективних зон) та мають металічність, що відображають склад газових хмар, з яких вони утворилися. Для того, щоб відбувалася дифузія елементів, атмосфера такої зорі має бути досить стабільною, внаслідок чого її шари не зазнають перемішування. Запропонованим механізмом, що викликає подібну стійкість, є незвично потужне й стабільне в часі магнітне поле, яке зазвичай спостерігається у зір цього типу.
Литовський астрофізик Вітаутас Страйжис припускав, що пекулярність зір є результатом діяльності позаземних високорозвинених цивілізацій. Аномальна наявність певних хімічних елементів може бути спричинена промисловими відходами від астроінженерної діяльності.